# Diabolik (pel·lícula de 1968)
Diabolik és una pel·lícula de 1968 d'acció i crim dirigida i coescrita per Mario Bava, basada en la sèrie de còmic italiana del mateix nom d'Angela i Luciana Giussani. La pel·lícula és sobre un delinqüent nomenat Diabolik (John Phillip Law), que planeja operacions criminals a gran escala per a la seva núvia Eva Kant (Marisa Mell). Diabolik és perseguit per Inspector Ginko (Michel Piccoli), que col·labora amb el gàngster Ralph Valmont (Adolfo Celi) per capturar Diabolik.
Una adaptació dels còmics va ser imaginada originalment pel productor Tonino Cervi, que va establir un acord de coproducció internacional el 1965 i va contractar Seth Holt per dirigir la pel·lícula amb un repartiment que incloïa Jean Sorel, Elsa Martinelli i Gilbert Roland. Horroritzat amb les imatges de Holt, el distribuïdor Dino De Laurentiis va assumir el control de la producció de la pel·lícula, optant per reiniciar el projecte des de zero amb un nou guió i Bava com a director. De Laurentiis va produir la pel·lícula juntament amb una altra adaptació del còmic, Barbarella, amb els dos projectes rebent suport financer de Paramount Pictures i compartint diversos membres del repartiment i de la tripulació. Catherine Deneuve va ser elegida inicialment com a Eva, però la seva incompatibilitat amb Law i els desacords amb Bava van fer que el paper passés a Mell. Treballant amb més pressió financera i creativa de la que estava familiaritzat, Bava va oferir Diabolik considerablement per sota del seu pressupost assignat utilitzant moltes de les tècniques d'efectes visuals barats que havia utilitzat en les seves pel·lícules anteriors; va ser l'única pel·lícula que dirigiria per a un gran estudi de Hollywood.
Després de la seva estrena a les sales, Diabolik va estar per sota de les expectatives de De Laurentiis a la taquilla i va rebre crítiques negatives de The New York Times i Variety. Amb la reavaluació de la filmografia de Bava, la recepció retrospectiva de la pel·lícula ha estat més positiva, amb els seus visuals, les interpretacions de Law i Mell i la partitura d'Ennio Morricone rebent elogis. En els estudis de la pel·lícula, crítics i historiadors s'han centrat en l'ús de la posada en escena per part de Bava per replicar la imatgeria i l'estilització dels còmics, i el reflex de la pel·lícula dels trastorns sociopolítics dels anys seixanta en la seva caracterització i narratologia. Després d'haver obtingut un seguiment de culte, Diabolik va ser escollit per la revista Empire com una de les "500 millors pel·lícules de tots els temps" el 2008. El 2021 es va estrenar la primera part d'una trilogia planificada de noves pel·lícules de Diabolik dirigides pels Germans Manetti.

## Argument
En un país europeu no identificat, l'inspector de policia Ginko supervisa el transport de 10 milions de dòlars des d'un banc. Per evitar que el mestre lladre Diabolik robi els diners, crea una diversió mitjançant la qual un camió del banc transporta paper de rebuig, mentre un equip format oficials i per ell mateix disfressats s'emporten els diners en un Rolls-Royce. Tot i això, el pla és frustrat per Diabolik, que s'escapa amb els diners i la seva amant Eva Kant al seu amagatall subterrani, on fan l'amor apassionadament a sobre del seu botí.
Diabolik i Eva assisteixen a una roda de premsa del ministre de l'Interior, que restableix la pena de mort per dissuadir delinqüents com ells; interrompen la conferència llançant gas del riure a la multitud. Incapaços de localitzar Diabolik, Ginko i els seus companys reben privilegis d'emergència que els permeten reprimir les activitats del gàngster Ralph Valmont, que esperen que els ajudi a capturar-lo. En adonar-se del seu pla després que una discoteca per a adolescents que opera és assaltada perquè és una tapadera de les seves operacions de narcotràfic, Valmont fa un tracte amb Ginko.
Mentre mira una notícia, Diabolik decideix robar el famós collaret d'esmeralda Aksand del castell de Saint Just per l'aniversari de l'Eva. Després de conèixer els trets d'Eva d'una prostituta que la va veure explorant el castell, Valmont construeix i fa circular una imatge idèntica d'ella. Diabolik escala les parets escarpades del castell mentre la policia està a l'aguait i roba el collaret. Conduint durant la seva escapada, ell i l'Eva enganyen la policia, però Eva es lesiona.
Mentre visita el seu metge privat, Eva és reconeguda i segrestada. Per rescatar-la, Diabolik puja a l'avió de Valmont amb els 10 milions de dòlars robats i el collaret per canviar-lo per Eva. És expulsat de l'avió, però aconsegueix agafar Valmont just abans que exploti una bomba que havia col·locat abans. Diabolik rescata l'Eva mentre Ginko i la policia s'acosten a ells. Fa escapar Eva, mentre Diabolik carrega un carregador d'armes amb les maragdes i les dispara a Valmont, matant-lo. Aleshores aparenta el seu suïcidi prenent una misteriosa càpsula. Mentre la policia fa una conferència de premsa sobre la mort de Diabolik, aquest torni a la vida just abans que li facin l'autòpsia, després d'haver simulat la seva mort mitjançant una tècnica creada per lames tibetans que requereix administrar un antídot en dotze hores; fent-se passar per una infermera, l'Eva li administra l'antídot i el fa passar tapat com un cadàver davant la policia i la premsa.
Més tard, un Diabolik disfressat visita la morgue on el cos de Valmont ha estat incinerat, recull les maragdes de les seves cendres i escapa, regalant-les a l'Eva. Quan Ginko descobreix que Diabolik encara és viu, s'ofereix una recompensa d'un milió de dòlars per la seva captura; com a represàlia pel mal ús dels diners dels contribuients, fa volar les oficines fiscals. El deshonrat ministre de l'Interior —ara ministre d'Hisenda— llegeix obligat un comunicat fent voluntari el pagament dels impostos i els ciutadans es neguen a pagar, obligant el país a endeutar-se. Vint tones d'or, que serviran per comprar moneda, es fonen en un sol bloc per dificultar el robatori; el bloc es carrega en un tren comandat per Ginko. Diabolik i Eva desvien el tren deixant un camió en flames a les vies que cau cap a un pont on es col·loca una bomba. Esclata quan arriba el tren, i l'or cau a l'aigua a sota. Diabolik i Eva recullen l'or i tornen al seu amagatall.
La policia rastreja la radició que conté l'or, cosa que els permet trobar l'amagatall de Diabolik. S'apropen a Diabolik, que està fonent l'or en lingots més petits. Quan la policia li dispara, Diabolik és incapaç de controlar la fosa i tota la caverna acaba coberta d'or fos. Es creu que Diabolik és mort, amb el seu vestit a prova de calor ara cobert d'or solidificat. La policia tanca la caverna amb la intenció de recuperar l'or més tard. Quan Ginko arriba per arrestar-la, a l'Eva se li permet un moment privat per presentar els seus respectes a Diabolik, que li pica l'ullet.

## Repartiment
- John Phillip Law com a Diabolik
- Marisa Mell com a Eva Kant
- Michel Piccoli com a Inspector Ginko
- Adolfo Celi com a Ralph Valmont
- Claudio Gora com a Police Chief
- Terry-Thomas com a Ministre de l'Interior, després Ministre de Finances
- Mario Donen com a Sergeant Danek
- Renzo Palmer com a Mr. Hammond, Segon Ministre de l'Interior
- Caterina Boratto com a Lady Clark
- Lucia Modugno com a prostituta
- Annie Gorassini com a Rose
- Carlo Croccolo com a Truck Driver
- Lidia Biondi com a dona policia
- Andrea Bosic com a director de bank
- Giorgio Sciolette com a Dr. Ferrara, cirurgià forense

## Producció

### Desenvolupament

#### Tonino Cervi i Seth Holt
El productor Tonino Cervi, cap de la productora Italy Film, va ser la primera persona a proposar una adaptació cinematogràfica de Diabolik d'Angela i Luciana Giussani, un exemple pioner del subgènere fumetti neri del còmic italià. Cervi va ser ambigu a l'hora de descriure la seva producció, afirmant una vegada que "crec que amb uns quants retocs Diabolik es podria convertir en un personatge extraordinari per a la gran pantalla". En una altra entrevista, va reconèixer que "avui en dia una bona pel·lícula basada en Flash Gordon seria un èxit sensacional […] però costaria tant com Cleòpatra. M'he de conformar amb una cosa més modesta, així que estic fent Diabolik." La intenció inicial de Cervi era utilitzar els beneficis obtinguts de Diabolik per finançar una pel·lícula d'antologia dirigida per Federico Fellini, Ingmar Bergman i Akira Kurosawa.
Italy Film va adquirir els drets d'adaptació d'Astorina, l'editorial dels Giussani, per 20 milions de lires i va proposar un acord de distribució amb Dino De Laurentiis. Aquest acord suposaria 100 milions de lires per endavant, a canvi dels drets de distribució de la pel·lícula a perpetuïtat. De Laurentiis va avançar 70 milions de lires i acordar una coproducció entre Itàlia, França (Les Films Marceau-Cocinor) i Espanya (AS Film Produccion i Impala). Els primers esborranys del guió van ser escrits pels escriptors de còmics Pier Carpi i Corrado Farina, que també van treballar en publicitat televisiva. Aquests esborranys van ser revisats posteriorment pels guionistes Giampiero Bona i Fabrizio Onofri, als quals se'ls va dir que reduïssin la violència. El guió d'Onofri i Bona també va posar èmfasi en la comèdia que estava present a la pel·lícula d'Andre Hunebelle Fantômas, una altra pel·lícula sobre un mestre lladre que era popular a l'època. La pel·lícula va ser dirigida pel director britànic Seth Holt, i el repartiment va ser liderat per Jean Sorel com Diabolik, Elsa Martinelli com Eva Kant i George Raft com l'enemic de Diabolik, Richness. Les opcions originals de Cervi per a Diabolik i Eva havien estat Alain Delon (el sou del qual era massa alt) i Virna Lisi (que no estava disponible per conflictes d'agenda).
La fotografia principal va començar el 20 de setembre de 1965 a Màlaga, Espanya, però es va aturar quan Raft es va emmalaltir al plató i va ser substituït per Gilbert Roland. La programació de Cervi i Holt va requerir 29 dies d'interiors per rodar als escenaris de so de De Laurentiis a "Dinocittà", 17 dies a Espanya, dues setmanes als Estats Units i una setmana addicional a Espanya. El rodatge es va tornar a aturar el 13 de novembre; després de veure els diaris de Holt, De Laurentiis va avortar temporalment la producció de la pel·lícula, afirmant que el metratge "era d'un nivell tan baix, tant des del punt de vista artístic com comercial, que ens feia entendre clarament que continuar en aquest camí. significava anar cap al desastre". En una entrevista de 1969, Holt va dir que la pel·lícula "no es va aturar, es va quedar sense diners. […] Era mal gestionada i així la pel·lícula va acabar i tothom va marxar a casa. Tothom estava demandant a tothom. Em van pagar realment perquè coneixia l'escena italiana".

#### Dino De Laurentiis i Mario Bava
De Laurentiis va considerar que l'única manera de salvar la pel·lícula era reiniciar la producció amb un nou guió i director. Les altres empreses productores no es van conformar amb què De Laurentiis aturés la producció, la qual cosa va portar als Films Marceau-Cocinor a rescindir el seu contracte amb Itàlia Film. A.S. Film Produccion va confiscar les imatges i va prendre càmeres, vestits i armes que havien estat llogades per Itàlia Film, el que gairebé va provocar la fallida de la companyia. Mentrestant, De Laurentiis va capitalitzar els seus nous drets al fumetti incloent a Diabolik entre diversos personatges de còmics en "Una vesprada com una altra", el segment de Vittorio De Sica de la pel·lícula d'antologia Les bruixes protagonitzades per Silvana Mangano i Clint Eastwood; aquí, Diabolik va ser encarnat per l'actor Gianni Gori. El director Umberto Lenzi va intentar sense èxit comprar els drets a Diabolik de De Laurentiis, la qual cosa el va portar a fer Kriminal, basat en el fumetti neri del mateix nom de Magnus i Max Bunker.
En decidir fer la pel·lícula com a projecte auxiliar que complementés la seva propera producció de Barbarella, que també era una adaptació d'una sèrie de còmics, De Laurentiis va reiniciar la producció amb el suport financer per als dos projectes de Paramount Pictures, va establir un acord de coproducció de dues pel·lícules. amb el productor francès Henri Michaud de Marianne Productions, i va contractar Mario Bava com a director. Bava va ser suggerit a De Laurentiis i als Giussanis per Farina, que era un fan de les pel·lícules giallo del director, i va informar al productor de la popularitat de Bava entre els cinèfils i els intel·lectuals. De Laurentiis també va considerar que Bava era un director financerament viable, ja que Le spie vengono dal semifreddo (la versió italiana de Dr. Goldfoot and the Girl Bombs) havia estat un èxit comercial.

### Redacció i preproducció
El tractament inicial de Danger: Diabolik va ser escrit per Adriano Baracco, que després va ser adaptat a un guió complet per Dino Maiuri, que abans havia escrit el guió de la comèdia d'espionatge Se tutte le donne del mondo... (Operazione Paradiso) per a De Laurentiis. El guió va ser revisat posteriorment per l'equip de guionistes britànics de Brian Degas i Tudor Gates, que van ser contractats per Bava a causa de la seva col·laboració positiva en un projecte giallo avortat (més tard filmat per Antonio Margheriti com Nude... si muore). El guió final, que s'atribueix a Maiuri, Degas, Gates i Bava a la versió anglesa de la pel·lícula, i només a Maiuri i Bava a la versió italiana, es va basar en tres històries diferents de Diabolik : Sepolto vivo! (traduït Enterrat viu!) d'agost de 1963, Lotta disperata (Batalla sense esperança) de març de 1964, i L'ombra nella notte (Les ombres de la nit) de maig de 1965. El guió de Degas i Gates portava el títol provisional de Goldstrike! que Paramount el va considerar com un títol alternatiu per a l'estrena internacional de la pel·lícula perquè els fumetti eren poc coneguts fora d'Itàlia; el títol en anglès de la pel·lícula va ser anunciat pel publicista de Parmount Chuck Painter com a Danger: Diabolik (Perill: Diabolik) el 29 de novembre de 1967. De Lautentiis estava tan entusiasmat amb el treball de Degas i Gates que els va contractar per proporcionar material addicional per a Barbarella.
En analitzar el guió de Degas i Gates de Goldstrike! (datat el 5 de desembre de 1966) en comparació amb la pel·lícula, el biògraf de Bava, Tim Lucas, assenyala que el primer inclou detalls que no apareixen a la pantalla, com ara que Diabolik està implicat com el cervell darrere de l'Assalt al tren postal Glasgow-Londres de 1963 (una referència a la implicació de Julius No lladre implicat en el robatori del retrat del Duc de Wellington de Francisco de Goya a Agent 007 contra el Dr. No), seqüències que es posaven en escena de manera diferent a la que es va rodar, i manca d'escenes que fossin totalment invent de Bava. Entre les diferències s'inclou el robatori inicial, que es va escriure com un cotxe blindat que transportava or, en comparació amb la representació de la pel·lícula d'una diversió en la qual es transporten diners en efectiu en un Rolls-Royce acompanyat d'una caravana policial, una incursió policial al casino d'una discoteca, l'Eva es lesiona mentre utilitzava una bicicleta d'esport en lloc d'ajudant a Diabolik a muntar un parany, una segona conversa entre el ministre d'Hisenda i l'Inspector Ginko substituït per una súplica televisada al públic, i Eva visitant el cos d'or de Diabolik al Saló del Ministeri en lloc del seu amagatall. Lucas creu que moltes de les alteracions de Bava al guió van servir per fer que els personatges fossin més simpàtics i creïbles, i assenyala que molts dels moments més enginyosos i memorables de la pel·lícula, com el fet de l'acte sexual de Diabolik i Eva envoltats pels més dels 10 milions de dòlars robats (una paròdia de Horst Buchholz cobrint el cos nu de Catherine Spaak amb bitllets de lira a La noia) i l'amenaça de Valmont de "travessar [el Dr. Vernier] del registre humà", van ser totalment creació del director.
De Laurentiis va permetre a Bava utilitzar molts dels membres clau de la tripulació de diverses de les seves pel·lícules més recents (és a dir, Terrore nello spazio i Operazione paura), com ara el seu fill i assistent de direcció Lamberto Bava, la muntadora Romana Fortini, el director de fotografia Antonio Rinaldi, i la supervisora de guió Rosalba Scavia. La direcció artística de la pel·lícula va estar dirigida per Flavio Mogherini i el dos vegades guanyador de l'Oscar Piero Gherardi: Mogherini, que havia treballat per última vegada amb Bava a Le meraviglie di Aladino, també va ser responsable dels efectes de maqueta de la pel·lícula, mentre que Gherardi, que havia dissenyat escenografies per a les pel·lícules que Bava havia rodat als principis de la carrera de tots dos, també va ajudar Luciana Marinucci amb els dissenys de vestuari de la pel·lícula. Altres membres de la tripulació també es convertirien en futurs guanyadors de l'Oscar: Carlo Rambaldi, que abans havia proporcionat efectes especials per Terrore nello spazio i va crear la màscara de Diabolik, seria reconegut pel seu treball a ET, l'extraterrestrial, igual que ho faria el compositor Ennio Morricone per The Hateful Eight, entre d'altres.

### Càsting
John Phillip Law va ser convidat a fer una audició per a Diabolik com a favor de De Laurentiis després que la producció de Barbarella, en la qual Law havia interpretat Pygar, es va retardar a causa de dificultats tècniques, cosa que va permetre al director Roger Vadim i a la seva dona i estrella, Jane Fonda, fer el segment "Metzengerstein" de la coproducció francoitaliana Histoires extraordinaires/ Tre passi nel delirio. Un àvid aficionat al còmic des de la infància, Law desconeixia inicialment els personatges de Diabolik, i va llegir diversos dels còmics per entendre el seu personatge, com havia fet quan es preparava per Barbarella. Com que la major part de la cara del personatge estava amagada per una màscara negra o blanca, en Law va assenyalar que l'aspecte més destacat de l'aparença de Diabolik eren les seves celles; es va preparar per al paper aplicant-se rímel a les seves, i va aprendre a transmetre una àmplia gamma d'expressions amb elles. En reunir-se amb De Laurentiis i Bava, el director va exclamar "Ah, questo Diabolik!" ("Això és Diabolik!"), indicant a Law que s'havia guanyat el paper.
Els canvis pressupostaris van fer que actors establerts fossin repartits en papers més petits, inclòs Michel Piccoli, que va ser recomanat a De Laurentiis per Vadim, com a Ginko, Adolfo Celi com a Valmont i Terry-Thomas com a ministre de l'Interior (més tard ministre de Finances). A causa de la seva apretada agenda, que va impedir la seva capacitat per doblar la seva pròpia actuació (a la manera típica de producció de pel·lícules italianes), les escenes de Terry-Thomas es van rodar en un sol dia i el seu diàleg es va gravar com a so en directe. Diversos membres menors del repartiment de la pel·lícula havien aparegut a les pel·lícules anteriors de Bava, com Federico Boido (Terrore nello spazio), Francesco Mulè (Le spie vengono dal semifreddo) i Walter Williams (La noia que sabia més del compte). Renzo Palmer, el personatge de Mr. Hammond que és substituit per Terry-Thomas en el paper de ministre de l'Interior, també era un experimentat actor de doblatge que havia proporcionat treballs de veu per a Terrore nello spazio i I coltelli del vendicatore; per a la versió italiana de la pel·lícula, no només va reproduir les seves pròpies línies, sinó les de Terry-Thomas.

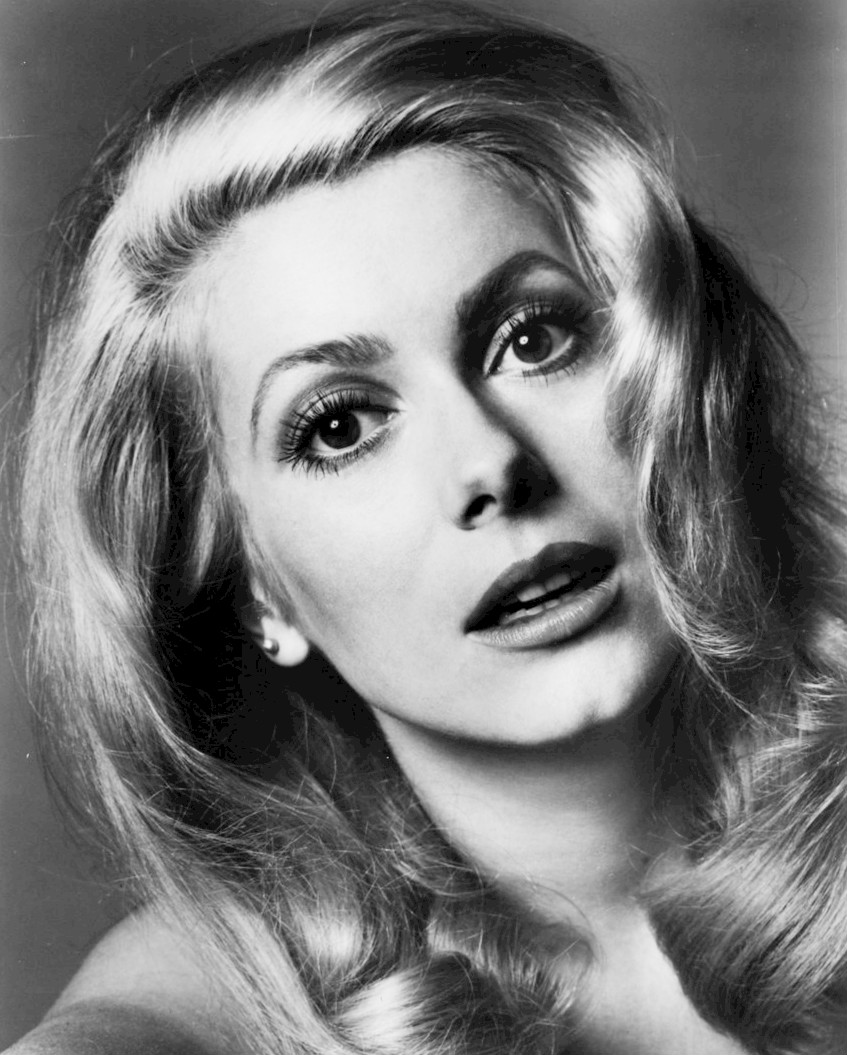
Catherine Deneuve (a la foto) va ser elegida originalment per interpretar el paper d'Eva Kant, però va abandonar la pel·lícula després d'una setmana de rodatge i va ser substituïda per Marisa Mell.

El càsting d'Eva Kant va resultar especialment problemàtic. El paper anava a ser interpretat originalment per una model nord-americana no identificada que va ser escollida a instàncies del seu amic, el president de Gulf+Western (llavors empresa matriu de Paramount), Charles Bluhdorn. Law va assenyalar que la model era "magnífica, però no podia dir ni 'Hola' a la pel·lícula", i que finalment va ser acomiadat una setmana després del rodatge. Vadim va suggerir a De Laurentiis que elegís la seva exnúvia Catherine Deneuve com a Eva. Law creia que Bava estava en contra d'aquesta idea, i va sentir personalment que Deneuve era equivocada per al paper: "No hi havia química entre nosaltres. Era molt dolça i una molt bona actriu, però simplement no era adequada per al paper"; també va afirmar que "Catherine potser no estava preparada per al paper. Encara no havia fet Belle de Jour. Crec que si hagués fet Diabolik després de Belle de Jour, podria haver estat més relaxada i les coses podrien haver funcionat una mica diferent". Després d'examinar les fotografies de la producció de Law i Deneuve, Lucas va corroborar la valoració de Law assenyalant que l'actriu "no podia sotmetre la seva pròpia persona per habitar el personatge d'Eva Kant. Al costat de la seva coprotagonista clarament enamorada de les seves botes blanques de vinil i minivestit, sembla una princesa de gel per ser adorada, que no era la dinàmica interpersonal requerida entre Eva i Diabolik.... El seu càsting hauria debilitat molt la important autoritat de Diabolik i hauria fet caure la pel·lícula completament sense equilibri". Quan se li va preguntar sobre la seva participació en la pel·lícula als anys 80, Deneuve va revelar que Bava va acceptar les seves frustracions amb la producció de la pel·lícula i la seva manca de química amb Law sobre ella, dient: "No semblava trobar res agradable en mi, ni tan sols com caminava". Després d'una setmana de rodatge amb Deneuve, Bava i De Laurentiis van decidir que havia de ser substituïda; després d'haver-se oposat a la nuesa necessària per al paper, va ser acomiadat després de negar-se a representar l'escena en què Diabolik i Eva fan l'amor entre més de 10 milions de dòlars robats.
Bava va tenir l'oportunitat de triar una altra Eva i va seleccionar Marilù Tolo, a qui més tard escriurà a Roy Colt i Winchester Jack. De Laurentiis, que abans havia escollit l'actriu a Se tutte le donne del mondo... (Operazione Paradiso) i Les bruixes, no li agradava Tolo i, en canvi, va contractar l'opció secundària de Bava, Marisa Mell. Law va recordar que en conèixer Mell, "sabíem que tot anava a funcionar. Ens vam caure en braços l'un de l'altre el primer dia i vam tenir una relació molt bona dins -i fora de la pantalla, després d'un temps". Durant la durada de la producció de la pel·lícula, els dos protagonistes van viure junts i van adoptar un gatet negre perdut, que van batejar com "Diabolik". Amb Mell com a Eva, Law va trobar que Bava era un director cooperatiu i amable que els va permetre expressar la seva vulnerabilitat i crear "moments màgics" al llarg de la pel·lícula. Estilísticament, la representació de l'Eva a la pel·lícula difereix notablement de la seva contrapart fumetti: als còmics, l'Eva normalment es pentina generalment amb un monyo i porta gavardines o catsuits negres similars als que porta Diabolik; mentre que la seva contrapartida cinematogràfica manté els cabells llargs (Mell, castanya, portava una perruca per retratar el personatge com a rossa) i pateix multitud de canvis de vestuari retrofuturistes. Després de la finalització de la pel·lícula, Mell va ser escollida al costat de Sorel i Martinelli al giallo de Lucio Fulci Una sull'altra.

### Rodatge
Perill: Diabolik va començar el rodatge l'11 d'abril de 1967 i es va rodar a Dinocittà, una planta de la Fiat a Torí, a la Gruta Blava de Capri, a Roma i Anzio. En una entrevista de 1970 amb Luigi Cozzi, Bava va descriure el rodatge com un "malson" i va dir que De Laurentiis li va fer atenuar les escenes violentes de la pel·lícula. Law va comentar que el productor i el director tenien idees oposades per a la pel·lícula: De Laurentiis volia fer una pel·lícula familiar amb un lladre encantador en la línia de Raffles, mentre que Bava volia fer una pel·lícula que fos fidel al còmic. llibres. Lamberto Bava va recordar que si bé la relació del seu pare amb el productor era generalment amable, també es va sentir frustrat per les freqüents absències de De Laurentiis a causa dels seus compromisos amb altres pel·lícules. Diabolik va acabar-se de rodar el 18 de juny de 1967. Law va declarar que poc després d'acabar la producció de la pel·lícula, va començar el rodatge de Barbarella. Això va fer que els mateixos decorats, com el de la discoteca per a adolescents de Valmont, fossin utilitzats en ambdues pel·lícules.
Tot i que De Laurentiis havia destinat 3 milions de dòlars per fer la pel·lícula, el pressupost final va arribar a només 200 milions de lires. Malgrat la seva difícil relació laboral, De Laurentiis va quedar molt impressionat pels esforços de Bava, especialment pels efectes visuals, i va declarar en broma que informaria a Paramount que la pel·lícula havia superat el pressupost i que un matte painting de l'hangar del cotxe al cau de Diabolik era en realitat un conjunt que va costar 200.000 dòlars. Va decidir que els diners estalviats de la producció s'havien d'utilitzar immediatament per fer una seqüela, però Bava es va negar, i després va dir a Cozzi: "Vaig informar [De Laurentiis] que Diabolik estava immobilitzat, que patia una discapacitat permanent, que estava mort!". El director tornaria a treballar per a De Laurentiis només dues vegades més: en dos capítols de la minisèrie televisiva Odissea, que va codirigir amb Franco Rossi, i en Waterloo de Sergei Bondarchuk, per a la qual va quedar sense acreditar el seu treball d'efectes visuals. El seu record de les seves experiències a Diabolik va portar a Bava a rebutjar l'oferta de De Laurentiis de proporcionar efectes especials per a King Kong, i va recomanar Rambaldi. Diabolik també va ser l'única pel·lícula que Bava dirigiria per a un important estudi de Hollywood com Paramount; durant la resta de la seva carrera, treballaria per a productors independents que Lamberto Bava va descriure sovint com a "despistats".

#### Efectes visuals
Tim Lucas va analitzar l'ús extensiu de Bava de la fotografia d'efectes visuals a Diabolik i la seva implementació de tècniques utilitzades en les seves pel·lícules anteriors, encara que en un grau més gran, tant com ho permeti el pressupost de la pel·lícula. Pel que fa a la primera seqüència de la pel·lícula, rodada en un carreró prop de Dinocittà, afirma que Bava obre la pel·lícula amb "una desfilada d'il·lusions", sobretot el pla constitutiu d'un banc, que utilitza un matte itinerant que afegeix múltiples pisos a un estructura d'un sol pis mentre es duplica l'estructura al costat oposat de la pantalla; per donar una escala visual al matte, les figuretes de joguina s'utilitzen per representar els soldats que fan guàrdia a banda i banda de l'estructura, mentre que un tanc de joguina és visible en primer pla mentre una caravana d'agents de policia amb motos passa per la porta de l'estructura a la secció inferior de la composició, l'única part del conjunt que es va construir realment. Ho descriu com "un efecte pre-digital sorprenent, i només és allà per passar desaparcebut".
A part d'aquest exemple i de l'hangar de cotxes de Diabolik, altres exemples del treball matte a la càmera de Bava a la pel·lícula inclouen els exteriors del castell de Saint Just, que es van filmar a les platges de Tor Caldara, on va utilitzar efectes similars per a Gli invasori, La frusta e il corpo, I coltelli del vendicatore, 5 bambole per la luna d'agosto i Roy Colt & Winchester Jack, la fugida de Valmont (per a la qual només es va pintar una ala i una part del casc d'un avió) i la cabina on l'Eva està com a ostatge; tot i que es va rodar amb un matte especialment preparat, la seqüència es va tallar de la pel·lícula acabada. Per a la seqüència en què Diabolik escala la muralla del castell, es va construir una secció convexa de material amb un angle de 35 graus, permetent a Law "escalar" la paret sense necessitat de ser duplicada pel coordinador d'acrobàcies de la pel·lícula, Gofreddo "Freddy" Unger (que en lloc d'això, el va substituir durant la immersió de Diabolik en un port a la seqüència prèvia al títol); l'escena es va rodar amb lents gran angular per donar una sensació de profunditat i alçada. Les seqüències submarines de la recuperació de l'or de Diabolik i Eva van ser rodades per una segona unitat supervisada per Francisco Baldini; aquests s'intercalen amb primers plans de les cares de Law i Mell que van ser filmats "secs" davant d'un aquari.
Lucas és més crític amb l'ús poc característic de Bava de les superposicions òptiques i els efectes de la clau de croma, considerant-los aspectes de la producció als què probablement li va obligar De Laurentiis: en l'escena en què Diabolik i Valmont cauen lliurement des de l'avió d'aquest últim, una de les cames de Diabolik sembla ser inusualment prima, ja que la llum de la pantalla blava utilitzada va rebotar a la cama dels pantalons. També crida l'atenció sobre l'artificialitat de dues escenes en particular, una en què Diabolik utilitza fum multicolor per distreure a Ginko i la policia mentre roba el seu Rolls-Royce, i una altra on Diabolik truca a Valmont des d'una cabina telefònica. En el primer, el fum es sobreposa en un patró continu en lloc de canviar amb l'edició de l'acció darrere seu, mentre que el segon comença amb un pla establert que està massa enquadrat a Diabolik per permetre que l'audiència s'ajusti visualment a la seva ubicació, i un zoom sobre ell en una fotografia posterior no es correspon amb el matte de fons. Lucas, però, assenyala que aquesta artificialitat també està en línia amb la composició de l'art als còmics. L'artista de Swamp Thing Stephen R. Bissette assenyala que l'enquadrament de Bava sovint serveix per emular vinyetes de còmics, com ara filmar acció en miralls retrovisors i a través de prestatgeries i marcs de llit; també considera que l'ús de la profunditat, l'acció a la pantalla i el moviment de la càmera per part de Bava s'acosta més a l'efecte previst d'un còmic sobre un lector en comparació amb altres interpretacions contemporànies del mitjà com Barbarella, que Bissette considera centrat en la combinació de vestuari elaborat i direcció d'art amb enquadrament estàtic i acció en un intent equivocat de replicar la planitud del dibuix.
Per a les escenes en què els personatges surten de la trapa de l'avió de Valmont, figures d'acció de G.I. Joe es van vestir a l'estil dels personatges que representaven i es van deixar caure a través d'una recreació en miniatura del conjunt d'avió a mida real. De la mateixa manera, el pla que representa la destrucció del tren portador d'or utilitzava un model de pont amb un tren de joguina que es va pintar perquè coincidís amb el motor representat a les seqüències anteriors; es va utilitzar un matte que contenia núvols amb aerografia per emmascarar la il·lusió. Tot i que es va filmar amb càmeres d'alta velocitat, l'explosió del pont al plató es va considerar insatisfactòria i es va accentuar en la postproducció amb una explosió animada superposada.

### Música
La partitura de Morricone per a Diabolik, que va ser dirigida per Bruno Nicolai, va ser l'única col·laboració del compositor amb Bava, i va ser influenciada pel seu treball amb el col·lectiu d'avantguarda/improvisació lliure Gruppo di Improvvisazione Nuova Consonanza. Inclou una cançó principal, "Deep Down", amb veu cantada per la cantant i actriu Maria Cristina "Christy" Brancucci, les altres col·laboracions de la qual amb Morricone inclouen "Run, Man, Run" a La resa dei conti i "Man for Me" a OK. Connery, que apareix al llarg de la pel·lícula amb una varietat d'arranjaments. S'utilitza principalment per comunicar l'amor d'Eva per Diabolik, que s'afavoreix amb la interpretació d'un sitar d'Alessandro Alessandroni durant el pont, cosa que suggereix que la criminalitat i la relació de Diabolik amb Eva són una forma d'il·luminació. Un "tema de persecució" que s'utilitza amb freqüència en escenes d'acció presenta de manera destacada un motiu de guitarra elèctrica de doble pista, també interpretat per Alessandroni, que s'assembla al que apareix al "Tema Batman" de Neal Hefti. Entre les pistes més experimentals de la pel·lícula inclou el tema de la discoteca psicodèlica, que utilitza la reverberació "mur de so" per millorar (en punts alterns) un cor vocal i una secció de metalls que proporcionen la melodia sobre una secció rítmica formada per una guitarra fuzz i una bateria i el tema identikit, que inclou una actuació improvisada sobre un teclat àton de Nicolai. Lucas considera que el més destacat de la partitura és el senyal que apareix quan Diabolik i Eva recuperen l'or, començant amb un melisma en solitari interpretat per Edda Dell'Orso, que és substituït per un cor vocal interpretat pel cor I Cantori Moderni d'Alessandroni i més tard per una banda de rock d'acompanyament que "se sent estretament relacionat amb el treball d'Spaghetti Western de Morricone alhora que se sent perfectament com a casa en un entorn d'espionatge".
Tot i que Parade va publicar una versió en italià de "Deep Down" com a senzill de 45 RPM, la partitura original mai no ha tingut un llançament complet i autoritzat, ja que les cintes mestres originals van ser destruïdes a la dècada de 1970 per un incendi d'un magatzem. Això ha donat com a resultat diverses reconstruccions no autoritzades de la partitura en CD, la més distribuïda de les quals és una versió atribuïda a Pallottola Foro, que també inclou extractes de diàlegs de la pel·lícula. Al número de març de 2002 de la llista de GQ de les "10 millors bandes sonores de pel·lícules de tots els temps", la partitura de Morricone es va classificar en tercer lloc.

## Llegat i influència
Diabolik i Barbarella formaven part d'una tendència menor d'adaptacions cinematogràfiques de còmics europeus que posaven èmfasi en el sadomasoquisme lleu i en l'equip fetitxe de finals dels anys 60; a part d'aquestes dues pel·lícules, el 1968 es va estrenar Satanik de temàtica similar de Piero Vivarelli. Aquests van ser seguits per Isabella, duchessa dei diavoli de Bruno Corbucci el 1969 i Baba Yaga de Corrado Farina el 1973. La producció i el disseny de vestuari d'ambdues pel·lícules també van reflectir un moviment de retrofuturisme més ampli que es va veure a les pel·lícules de gènere europees dels anys 60 i 70. Aquests inclouen La matriarca i Scacco alla regina de Pasquale Festa Campanile (tots dos dissenyats per Mogherini), Così dolce... così perversa d'Umberto Lenzi, Amb el cor a la boca de Tinto Brass, Una sull'altra i Una lucertola con la pelle di donna de Fulci, La desena víctima d'Elio Petri, Femina ridens de Piero Schivazappa i Camille 2000 de Radley Metzger i Esotika Erotika Psicotika. L'aspecte de Diabolik a la pel·lícula va influir en la seva representació als fumetti: com que el públic de la pel·lícula podia veure la boca de Diabolik a causa de la màscara de Law feta de làtex, els artistes de la sèrie, Enzo Facciolo i Sergio Zaniboni, van renunciar a intentar ombrejar la seva boca, i simplement la van perfilar.
Juntament amb Barbarella, Diabolik és una de les diverses pel·lícules de gènere a les quals es fa referència a la pel·lícula CQ de Roman Coppola, que ret homenatge explícitament a diverses escenes de la pel·lícula, com ara la dutxa d'Eva i el seu amor amb Diabolik a sobre de diners; Law també apareix a la pel·lícula en un paper secundari. El director britànic Edgar Wright la va citar de manera similar com una influència a la seva pel·lícula Scott Pilgrim vs. the World, descrivint Diabolik com una "influència italiana, una sensació d'imaginació completament desenfrenada. No fan cap intent de fer que sembli realista. La composició i la posada en escena de Mario Bava tenen una autèntica actitud de provar qualsevol cosa".